# Regional-Express

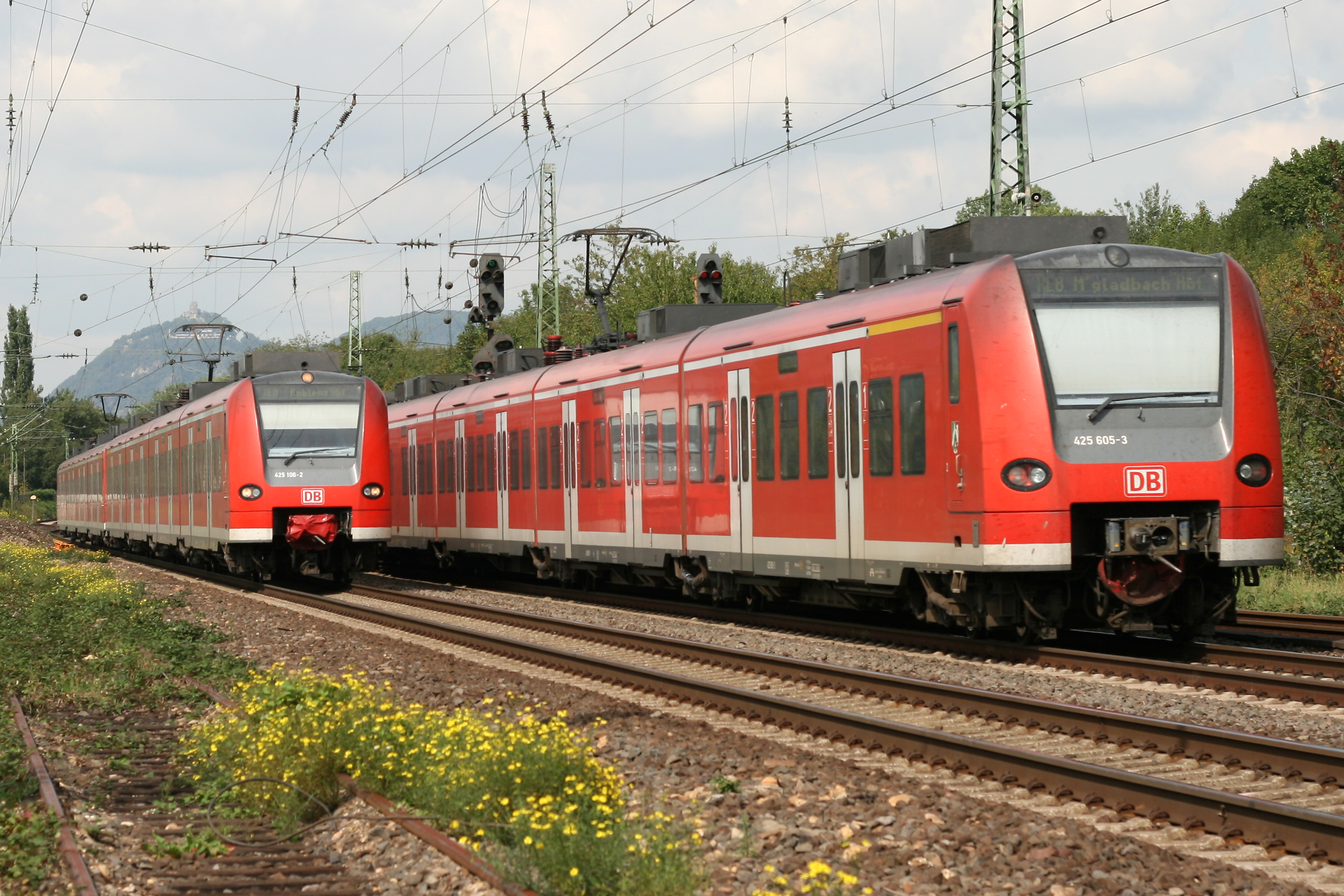
Két Regional-Express-vonat (Rhein-Erft-Express) találkozása Unkeler állomáson

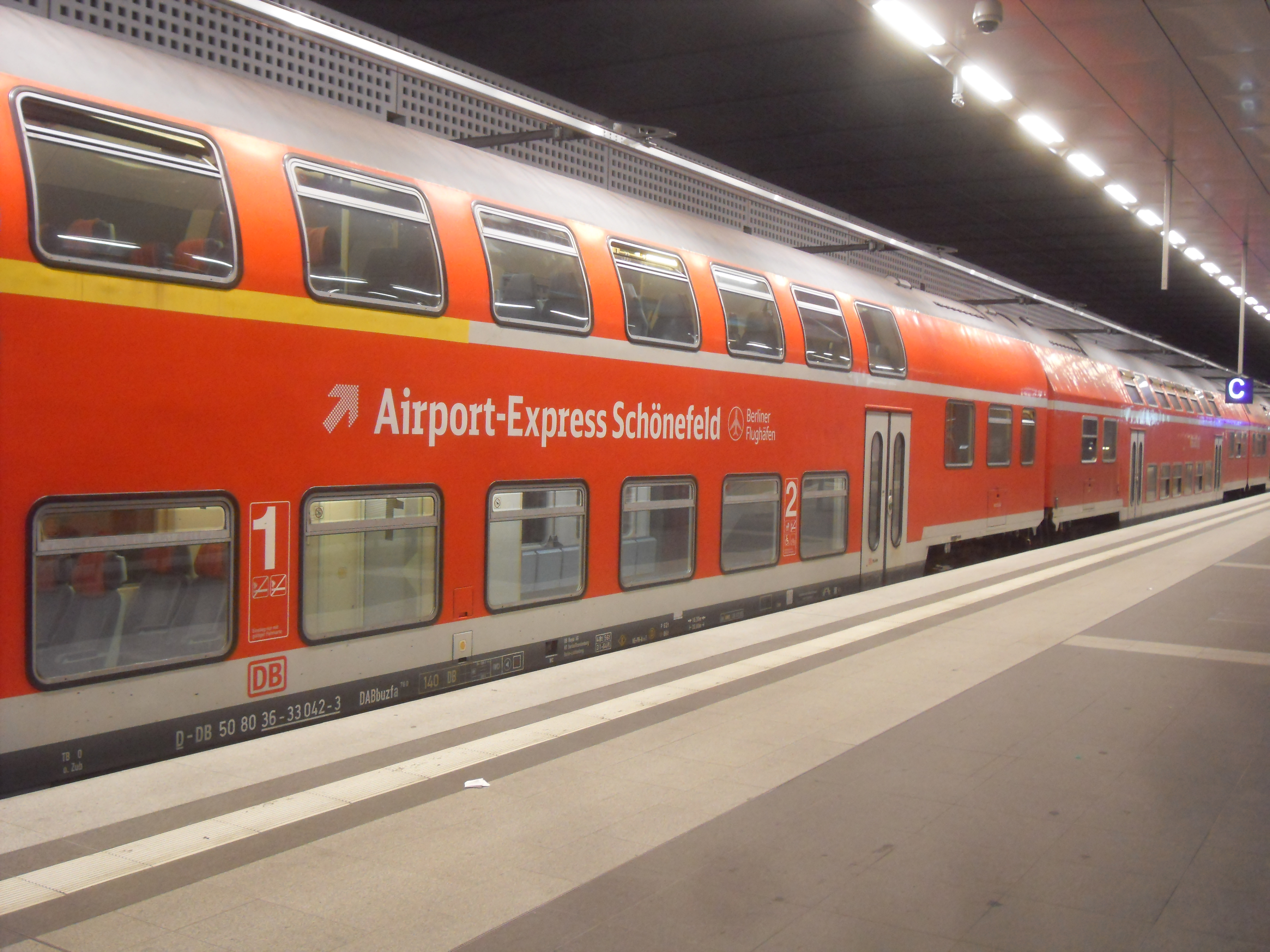
Az „Airport-Express Schönefeld“ Berlin Hauptbahnhofon, Berlin főpályaudvarán

A Regional-Express (Németországban RE, Ausztriában REX) egy vonatkategória, mellyel a nem minden állomáson és megállóhelyeken megálló regionális vonatokat jelölik Németországban, Ausztriában és Luxemburgban. Svájcban az ezzel analóg "RegioExpress" kifejezést használják.
A Regional-Express járatok a regionális igényeket elégítik ki pótjegy-mentes, első- és másodosztályú kocsikból álló szerelvényekkel. Étkezőkocsit és büfékocsit csak ritka esetben továbbítanak.

## Németország

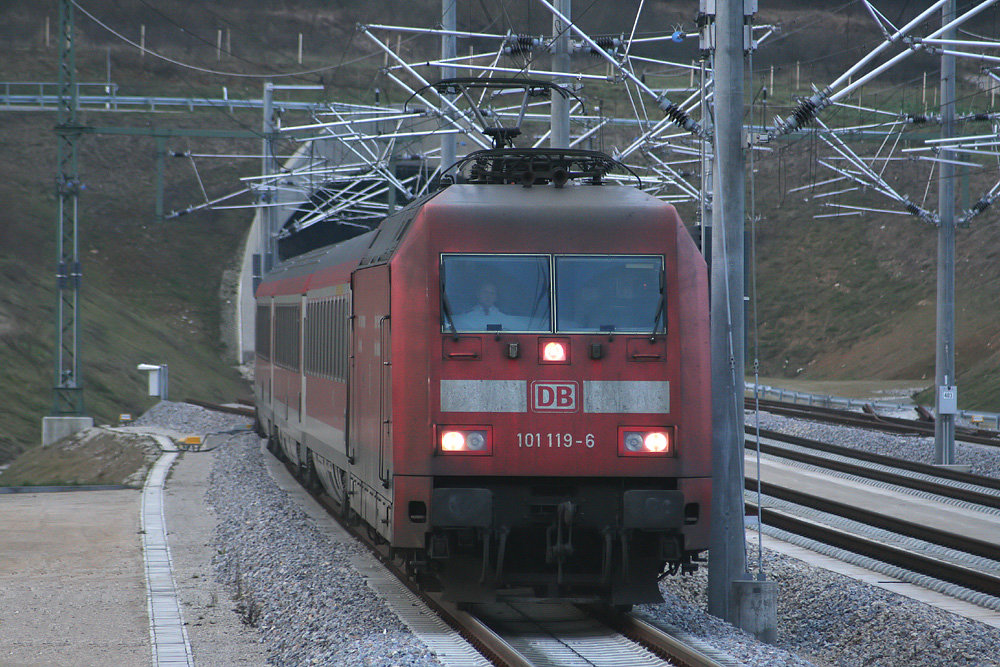
A München–Nürnberg-expressz Németországban

Németországban a Regional-Express és a RegionalZug járatok megrendelése a német tartományok saját hatáskörébe tartozik, emiatt ezeken a vonatokon elfogadják a regionális kedvezményeket (pl.: Bayern-Ticket) is, a többi távolsági és nemzetközi vonattal ellentétben.
Minden tartománynak saját Regional-Express hálózata van, melyek csak a tartományok határáig, vagy a tartományhatáron túli első városig közlekednek. Néhány járat eljut külföldi célállomásokra is, mint pl, Salzburgba vagy Bázelbe.
A Nürnberg–München nagysebességű vasútvonalon közlekedik a München–Nürnberg-expressz és az Allersberg-Express, melyek elérik a 200 km/h sebességet is, mégis normál regionális tarifával igénybe vehetőek.

## Ausztria

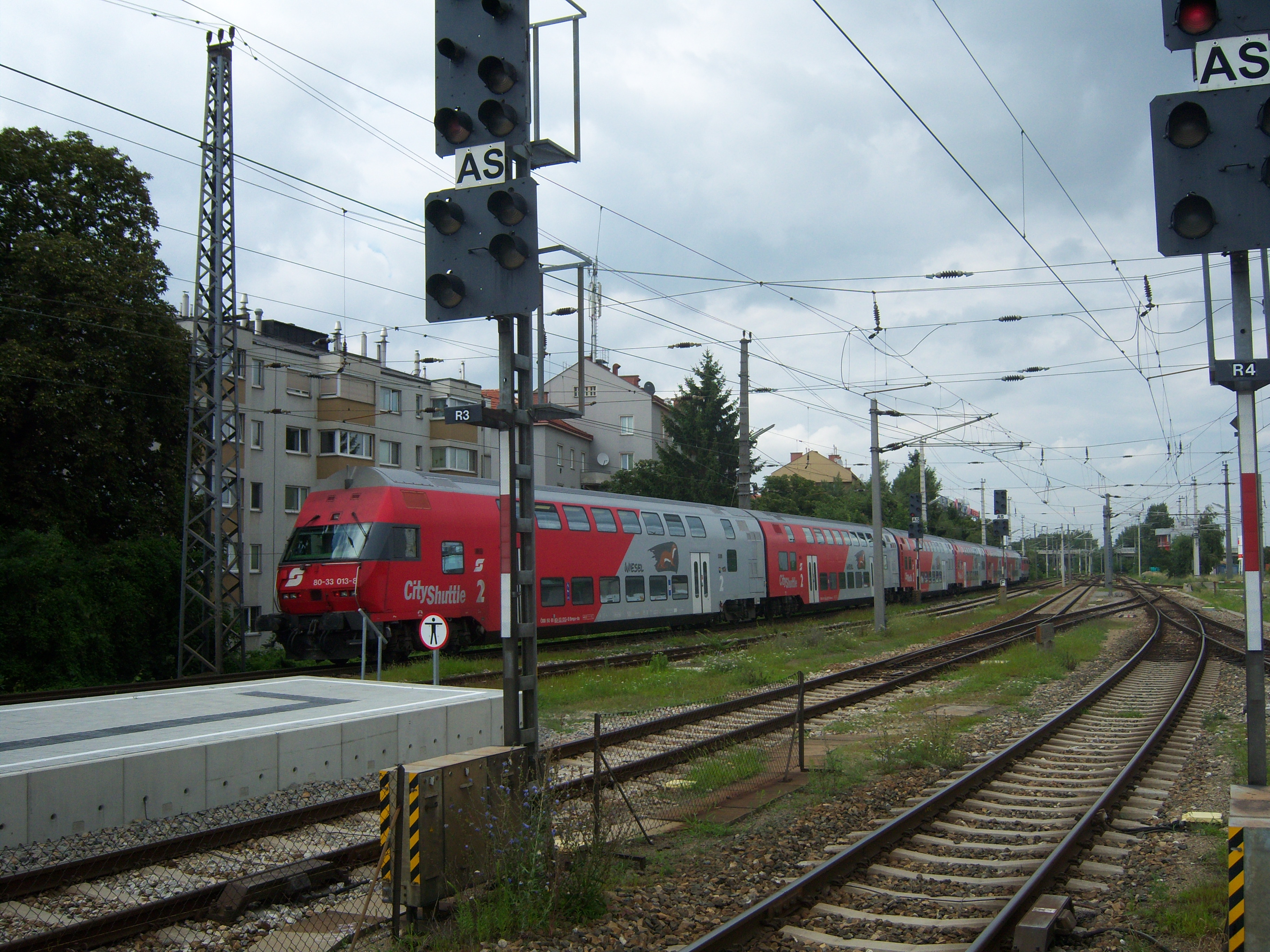
Regional-Express szerelvény Wien Heiligenstadt állomáson

Az Osztrák Szövetségi Vasutak (ÖBB) korábban az Eilzug kifejezést használta a gyorsabb regionális vonatok számára. A 2006 decemberében életbe lépett új menetrend valamennyi Eilzug (E) és az összes Sprinter (SPR) vonatot a Regional-Express (REX) kategóriába sorolta Ausztriában. A 2012. decemberi menetrendváltozás óta egy új megnevezés is megjelent, a Regional Express 200 (REX200). Ezzel azokat a járatokat jelölik, melyeknek sebessége eléri a 200 km/h sebességet is az újépítésű Westbahn fővonalon.